# باشگاه فوتبال یونیورسیداد کاتولیکا
باشگاه دپورتیوو یونیورسیداد کاتولیکا یک باشگاه فوتبال حرفه‌ای است که در سانتیاگو، شیلی واقع شده است. این تیم که در سال ۱۹۳۷ تأسیس شد، در لیگ برتر فوتبال شیلی بازی می‌کنند. این تیم از سال ۱۹۸۸ بازی‌های خانگی خود را در ورزشگاه سن کارلوس د آپوکیندو انجام می‌دهد.
یونیورسیداد کاتولیکا در فوتبال داخلی، ۲۸ جام کسب کرده است. رکورد ۱۶ قهرمانی در لیگ برتر شیلی، ۲ قهرمانی لیگ دسته سوم شیلی، ۴ قهرمانی جام حذفی شیلی، ۴ قهرمانی سوپر جام شیلی، ۱ قهرمانی کوپا آپرتورا، یک کوپا ریپابلیکا. در مسابقات بین‌المللی، یونیورسیداد کاتولیکا ۱ قهرمانی کسب کرده است: کوپا اینترامریکانا (۱۹۹۴).
در سال ۱۹۹۳، یونیورسیداد کاتولیکا نایب قهرمان مهم‌ترین تورنمنت بین‌المللی در آمریکای جنوبی شد، یعنی جام لیبرتادورس شد؛ که در فینال مقابل سائوپائولو، مدافع قهرمانی لیبرتادورس، شکست خورد. یونیورسیداد کاتولیکا چهار بار در جام لیبرتادورس به نیمه نهایی رسیده است (سال‌های ۱۹۶۲، ۱۹۶۶، ۱۹۶۹ و ۱۹۸۴).
موفق‌ترین بازیکن باشگاه، خوزه پدرو فوئنزالیدا با یازده عنوان قهرمانی و بازیکنی که بیشترین حضور را در این تیم داشته است، ماریو لپه با ۶۳۹ بازی است. رقیب سنتی این تیم، یونیورسیداد شیلی است، آنها در کلاسیکو یونیورسیتاریو شرکت می‌کنند و کولو-کولو، دیگر رقیب بزرگ این باشگاه است.

## افتخارات
- لیگ برتر شیلی: ۱۶ قهرمانی
- لیگ دسته سوم شیلی: ۲ قهرمانی
- جام حذفی شیلی: ۴ قهرمانی
- سوپر جام شیلی: ۴ قهرمانی (رکورد)
- جام ریپابلیکا: ۱ قهرمانی
- کوپا آپرتورا: ۱ قهرمانی
- کوپا اینترامریکانا: ۱ قهرمانی